# Les Aventures d'Oliver Twist (téléfilm)
Pour plus de détails, voir Fiche technique et Distribution.
Les Aventures d'Oliver Twist (Oliver Twist) est un téléfilm américain réalisé par Tony Bill et diffusé le 16 novembre 1997 sur ABC dans l'émission Le Monde merveilleux de Disney.

## Synopsis
L'orphelin Oliver (Alex Trench) s'échappe de l'orphelinat mais tombe sur une bande de voleurs qui abusent de sa gentillesse.

## Fiche technique
- Titre original : Oliver Twist
- Titre français : Les Aventures d'Oliver Twist
- Réalisation : Tony Bill
- Scénario : Monte Merrick (téléplay) et Stephen Sommers (non crédité)
- Photographie : Bing Sokolsky
- Montage : Axel Hubert
- Musique : Van Dyke Parks
- Production : John Baldecchi et Stephen Sommers
- Pays d'origine :  États-Unis
- Langue originale : anglais
- Format : couleur - 1,33:1
- Genre : drame
- Durée : 91 minutes
- Première diffusion : 
  -  États-Unis : 16 novembre 1997
  - France : 1999 (Directement en location dans votre vidéoclub)

## Distribution
- Richard Dreyfuss : Fagin
- Elijah Wood : Le Renard
- David O'Hara : Bill Sikes
- Alex Trench : Oliver Twist
- Antoine Byrne : Nancy
- Olivia Caffrey : Rose Maylie
- Anthony Finigan : M. Brownlow
- Maria Charles : la veuve Corney
- Des Braiden : le magistrat de l'orphelinat
- Eileen Colgan : Mme Bedwin, la femme de chambre de Brownlow.
- Eilish Moore : la cuisinière
- Lisa Dwan : Agnès, la mère d'Oliver.
- Conor Evans : le chef de la police
- A.J. Kennedy : l'agent de police